# Dicentrus bidentatus
Dicentrus bidentatus är en skalbaggsart som först beskrevs av Champlain och Knull 1926.  Dicentrus bidentatus ingår i släktet Dicentrus och familjen långhorningar. Inga underarter finns listade i Catalogue of Life.